# Bolxie Lipiagui
Bolxie Lipiagui - Большие Липяги (rus) - és un poble de l'óblast de Bélgorod, a Rússia. El 2010 tenia 608 habitants. Pertany al districte (raion) de Véidelevka.